# Sherpa
Gli sherpa, anche nell'adattamento scerpa, sono un gruppo etnico delle montagne del Nepal con una popolazione complessiva nel 2002 di 154 622 individui, di cui 129 771 parlavano la lingua sherpa. Per estensione il nome sherpa si applica alle guide e ai portatori di alta quota ingaggiati per le spedizioni himalayane anche se provenienti da altre etnie come rai, tamang, gurung.

## Origine
Gli sherpa vivono nella zona orientale del Nepal. Per rintracciare la loro origine occorre risalire molti secoli nel passato, quando un primo gruppo etnico che risiedeva nel Tibet orientale decise, non si sa bene sotto effetto di quale spinta, di trasferirsi a sud della catena himalayana. L'origine tibetana degli sherpa appare evidente non solo per i tratti somatici e per le affinità dei linguaggi, ma altresì per la loro cultura e per la loro fede religiosa.
Molto di frequente, studiando la storia dei popoli, ci si imbatte in migrazioni che hanno spinto intere comunità a trovare rifugio tra le montagne dove il clima è più ostile, l'isolamento dal resto del mondo è completo, l'ambiente è permeato dalle ataviche paure delle forze scatenate della natura. Ciò è avvenuto anche per gli sherpa che, dalle regioni del Tibet con un clima relativamente temperato anche se di alta quota, si sono insediati in zone molto più aspre e montagnose della loro patria di origine.
A quella prima lontana migrazione, altre ne sono seguite nel corso dei secoli e anche recentemente, dopo l'occupazione del Tibet da parte dei cinesi (1950-1959), migliaia di profughi tibetani che avevano visto distruggere i loro templi e i loro monasteri dai nuovi occupanti, si sono riversati nella regione del Khumbu dove sono stati accettati dagli sherpa ivi residenti, anche se per il momento non si sono ancora definitivamente integrati.
Gli sherpa, che sono un popolo e non portatori di alta quota, come taluno erroneamente crede, si sono dati da soli questo nome (sherpa o shar - pa = uomini dell'est), per distinguersi dalle altre popolazioni del Nepal provenienti dal Tibet e che i nepalesi, con un sottinteso significato spregiativo, chiamavano bhutia.
Il loro congenito adattamento alle grandi altezze e la circostanza di abitare ai piedi dei colossi himalayani li pose in condizioni di privilegio, nei confronti di altre etnie, allorché si dovettero reclutare i portatori d'alta quota necessari per le prime spedizioni alpinistiche pesanti degli anni cinquanta e sessanta. Il loro carattere socievole, la loro resistenza alla fatica e la specializzazione che essi acquisirono svolgendo tale attività, spiegano la preferenza che a tutt'oggi viene loro data non solo per le spedizioni alpinistiche vere e proprie, ma altresì per svolgere le mansioni di accompagnatori e portatori in occasione delle spedizioni. Tali circostanze chiariscono l'equivoco relativo al significato del loro nome.

## Distribuzione
Risiedono prevalentemente nella regione del Solu-Khumbu a sud dell'Everest e nella valle Rolwaling su una superficie di oltre 6 000 km² (un quarto della Lombardia). Costituiscono un gruppo etnico molto omogeneo non solo perché rimasto isolato dal resto del mondo sino a pochi decenni fa, ma anche in virtù della consuetudine tribale che imponeva matrimoni endogamici di etnia ed esogamici di clan (che sono in numero di 18). Il centro della vita e della cultura sherpa è costituito dalla triade di villaggi di Khunde, Khumjung e Namche Bazar, anche se quest'ultimo è normalmente considerato la capitale morale degli sherpa, grazie alla sua posizione di passaggio obbligato delle antiche carovaniere di un tempo e all'afflusso dei turisti negli ultimi anni.

## Attività

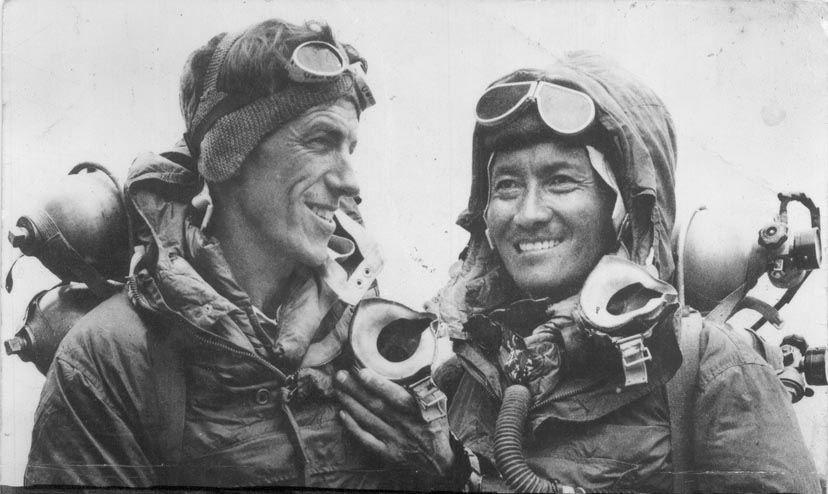
L'alpinista Edmund Hillary che per primo ha raggiunto la cima dell'Everest nel 1953 assieme a Tenzing Norgay, accompagnatore di origini sherpa

Sino alla metà del secolo scorso, le fonti di sussistenza erano tre: l'agricoltura, l'allevamento del bestiame e il trasporto delle merci dal Nepal al Tibet e viceversa. Dopo l'occupazione cinese del Tibet e la quasi contemporanea apertura delle frontiere nepalesi al resto del mondo, tale ultima attività cessò completamente, ma fu sostituita da una nuova forma di guadagno: il trasporto dei materiali per i turisti non solo in alta montagna. All'inizio fu l'avvicendarsi delle spedizioni alpinistiche lanciate alla conquista delle più alte vette del mondo; in seguito fu il gran numero di escursionisti che ogni anno risalgono la valle del Khumbu per raggiungere il campo base dell'Everest. Dal 2014 il governo nepalese ha emanato una direttiva imponendo agli scalatori il riportare a valle della loro immondizia compresi gli escrementi che compromettono i delicati equilibri ecologici della zona, anche questo ingrato compito viene affidato agli sherpa.

## Ambiente
L'estensione altimetrica degli insediamenti e delle coltivazioni è compresa tra i 2 000 e i 4 000 metri, in una zona che potremmo chiamare subalpina, caratterizzata da grandi foreste di conifere e di rododendri arborei nella parte inferiore, e con presenza di ampi spazi arbustivi alle quote più alte. Al di sopra dei 4 000 si trova il cosiddetto deserto alpino, con una vegetazione tipica di magri pasti e rari arbusti, dove esistono solo insediamenti stagionali per il pascolo degli armenti. Il clima è rigido, di tipo alpino con forti sbalzi termici diurni. Le condizioni meteorologiche sono determinate dai monsoni, venti stagionali umidi, provenienti dall'Oceano Indiano, che originano una stagione di abbondanti piogge da giugno a settembre.

## Cultura

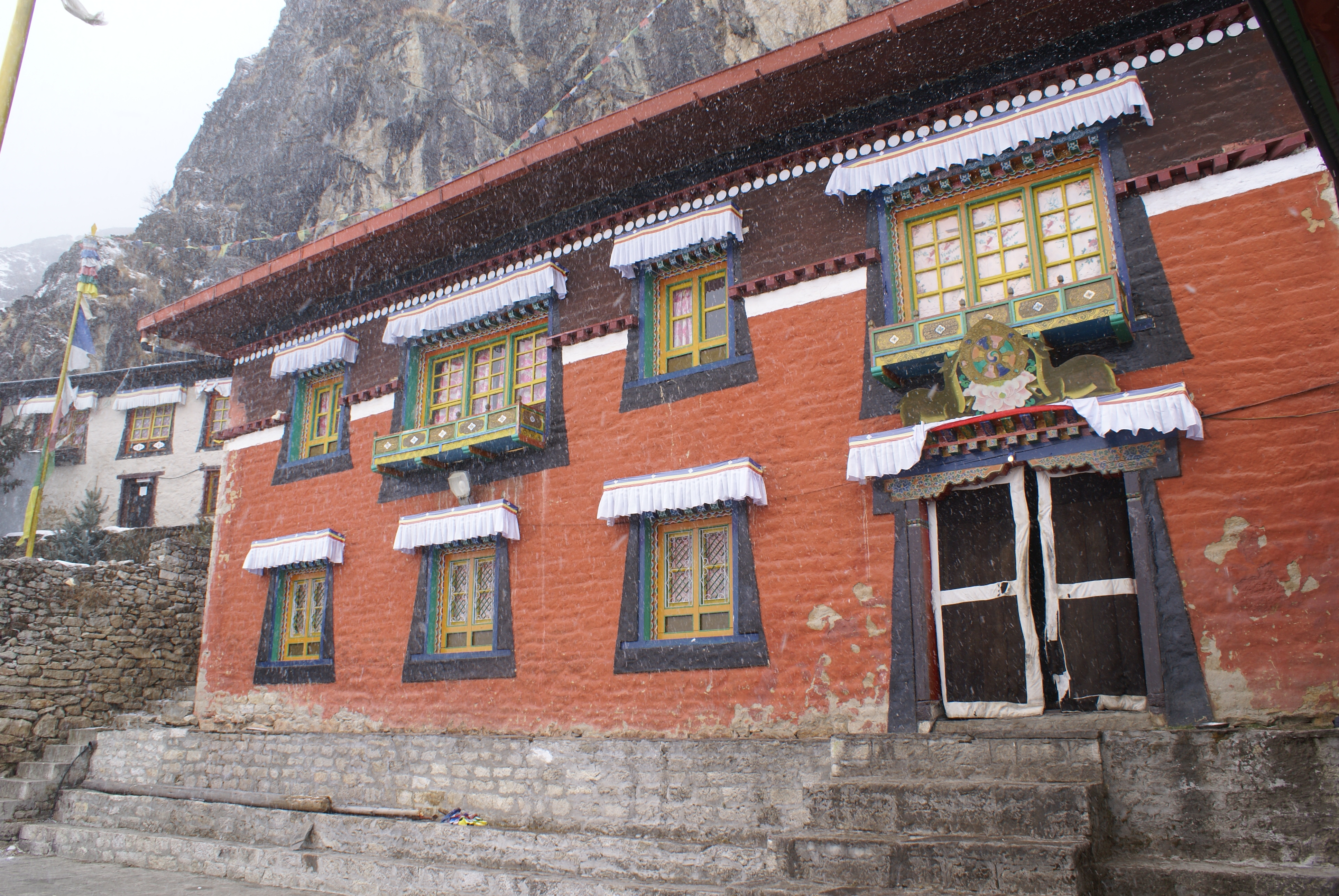
Thame Gompa è uno dei monasteri Sherpa presenti in Nepal

Una delle caratteristiche fondamentali ìnsite alla base della cultura sherpa, è il grande rispetto della dignità degli esseri umani. Anche quando un individuo infrange vistosamente il codice morale, ciò viene considerato come una faccenda che riguarda lui solo e non deve dare motivo, per nessuna ragione, al pubblico disprezzo. Per gli sherpa non è importante avere una personalità eroica, bensì essere miti e prudenti; non conta avere grandi ricchezze, bensì essere disposti a dividerle con chi ha bisogno di aiuto o a dimostrare la propria generosità e ospitalità in occasione di feste e di manifestazioni religiose. Questi sono gli attributi che riscuotono il consenso della comunità e aumentano il prestigio dell'individuo.

## Caste
Presso gli sherpa esiste una distinzione di casta: per gli schiavi liberati e i loro discendenti (la schiavitù in Nepal venne abolita ufficialmente nel 1926), e per le popolazioni immigrate recentemente dal Tibet, dette khamendeu. Uno sherpa può sedersi a tavola con un khamendeu, ma non può bere dallo stesso bicchiere; il matrimonio di una persona con un khamendeu degrada automaticamente alla classe inferiore la persona stessa e i suoi figli. Vi è inoltre una grande differenza tra i costumi e il modo di vivere delle donne e degli uomini.

## Tratti evolutivi
Questa popolazione presenta i tratti tipici degli andini, ovvero: polmoni particolarmente voluminosi, assenza di iperventilazione, e un'alta concentrazione di emoglobina; tutte caratteristiche che permettono di vivere più facilmente sopra i 3 000 metri di quota, dove l'ossigeno è circa il 70% di quello a livello del mare. Vi è però un dibattito su tali peculiarità: da una parte si propende per una teoria evolutiva, esse dovrebbero essere dovute allo stanziamento di questa popolazione da molto tempo in zone così difficili, dall'altra parte si crede che siano dovute a uno sviluppo durante l'infanzia e che divengano irreversibili in età adulta.